# Ligne 75A (Infrabel)
Pour les articles homonymes, voir Ligne 75.
Ne doit pas être confondu avec Ligne 75 (Infrabel).
La ligne 75A est une ligne ferroviaire transversale belge du réseau Infrabel qui relie les villes de Mouscron et de Tournai. Longue d'environ 16 kilomètres, elle comporte deux voies à écartement standard, elle est électrifiée sur l'ensemble de son parcours, sa vitesse de référence est de 140 km/h.
Elle est entièrement comprise dans l'embranchement de Mouscron à Tournai mis en service en 1842 par l'administration des chemins de fer de l’État belge. La majorité des gares et haltes intermédiaires sont fermées en 1984.

## Historique

### Chronologie
- 24 octobre 1842[1], mise en service de la ligne de Tournai à Mouscron.
- 10 janvier 1982[1], électrification.

### Histoire
Cet embranchement de Mouscron à Tournai est inclus dans la loi du 26 mai 1837 qui prescrit la construction aux frais de l'État belge, « d'un rail-way de Gand à la frontière de France (vers Lille par Roubaix) passant par Courtrai, avec un embranchement sur Tournai ». 
Elle mise en service le 24 octobre 1842 par l'administration des chemins de fer de l'État-Belge, lorsqu'elle ouvre à l'exploitation le chemin de fer de Mouscron à Tournai. 
Dans les années 1860-1870, une nouvelle ligne est mise en service entre Froyennes et la frontière française, en direction de Lille, et l'ancienne gare de Tournai, sur les rives de l'Escaut, cède la place à la gare actuelle. 
La section de Froyennes à Tournai a changé de dénomination ; elle est désormais considérée[Depuis quand ?] comme une section de la ligne 94, de Hal à Blandain (frontière).
À la fin de la Première Guerre mondiale, les Allemands détruisent les bâtiments des gares de Templeuve et Herseaux. La gare de Templeuve est doté d'un nouveau bâtiment, en briques, tandis qu'un grand bâtiment provisoire, en bois, est construit en gare de Herseaux ; il ne sera remplacé qu'en 1969.
Elle devient l'une des lignes de la SNCB lors de sa création en 1926.
Le 3 juin 1984, la SNCB ferme la majorité des gares et haltes intermédiaires : Herseaux-Place, Lers-Nord, Néchin et Templeuve.
Depuis 2005 Infrabel est « le gestionnaire d'infrastructure du réseau ferroviaire belge », la nouvelle SNCB étant uniquement la compagnie exploitante, une partie des emprises et des gares revenant à la SNCB-Holding.

## Infrastructure

### Ligne
Cette ligne à double voie et écartement standard porte le numéro 75A sur le réseau. Elle est  électrifiée en 3kV, avec une vitesse de référence à 120 km/h.

### Gares en service
Liste des gares ouvertes de la ligne avec leur point kilométrique.
Mouscron (0,000), Herseaux (3,785), Froyennes (15,985).